# Iván Smilets
Iván II (en búlgaro: Иван II o en búlgaro: Йоан II, Juan II, también llamado Iván IV o Juan IV) gobernó como zar de Bulgaria desde 1298 hasta 1299. Se desconoce el año de su nacimiento, pero probablemente naciese poco antes de 1290.
Iván II era el hijo del zar Smilets y de su esposa Smiltsena Paleóloga, prima del emperador bizantino Andrónico. Ascendió al trono de Bulgaria en 1298, después de la muerte de su padre. Debido a que aún era menor de edad, su madre y Aldimir, el déspota de Kran, que estaba casado con la hermana de Iván, formaron la regencia. 
La muerte Nogai, el señor de facto de la Horda de Oro, desató un conflicto entre su hijo Chaka y el legítimo señor, Toqta, en 1299. Los restos del ejército de Nogai y Chaka huyeron ante el avance de Toqta y se refugiaron en Bulgaria. Chaka escapó con su esposa —hija de Jorge Terter I, hermano de Aldimir— y con su cuñado Teodoro Svetoslav y arrebató el trono a Iván II en 1299, con gran ayuda de Teodoro, que ambicionaba la corona para sí, pero estuvo dispuesto a sobornar a parte de la nobleza para que Chaka derrocase a Iván.
Iván II huyó con su madre a Constantinopla a través de Kran. Los fugitivos fueron acogidos en la capital bizantina. Iván se integró en la nobleza bizantina y adoptó un nombre griego. Murió como monje en el exilio, en Constantinopla, antes de 1330. Chaka se hizo con el poder en Bulgaria tras la huida de Iván II, pero fue derrocado y asesinado por Teodoro Svetoslav en 1300.